# Datenverkehr
Datenverkehr (engl. Traffic) bezeichnet den Fluss von Daten per elektronischer Datenübertragung.

## Begriff
Der Datenverkehr in Computernetzen wird auch als Netzwerkverkehr bezeichnet. Für Datenverkehr im Internet ist die Bezeichnung Internetverkehr geläufig und entsprechend für einzelne Anwendungen beispielsweise Webverkehr oder E-Mail-Verkehr.
Datenaufkommen oder Datenvolumen bezeichnet die gesamte übertragene Verkehrsmenge in einem bestimmten Zeitraum.

## Computernetze
In Computernetzen wird Datenverkehr heutzutage überwiegend in Datenpaketen übertragen. Der Netzbetreiber kann per Traffic-Shaping die Verarbeitung der Datenpakete beeinflussen, beispielsweise um eine Datenratenbegrenzung umzusetzen. Die Datenverkehrsklassifizierung ermöglicht einem Netzbetreiber die automatische Einordnung von Datenverkehr in verschiedene Verkehrsklassen, die unterschiedlich behandelt werden können, beispielsweise für das Traffic-Shaping.
Bei der Netzwerkverkehrsanalyse wird Datenverkehr gemessen, um Erkenntnisse über die Verfügbarkeit, Auslastung und den betrieblichen Zustand eines Computernetzes und dessen Netzwerkdienste zu erhalten. Netzwerkverkehr kann auch simuliert werden, was insbesondere in der Forschung und Entwicklung zum Einsatz kommt.

## Internet
Laut Bundesnetzagentur wurde in Deutschland im Jahr 2023 ein Datenvolumen von 132 Mrd. Gigabyte (entspricht 132 Exabyte) über Festnetze übertragen. Im Jahr 2010 waren es noch 3,2 Mrd. Gigabyte.
Siehe auch: Internet#Datenaufkommen

### Internetdiensteanbieter
Internetdiensteanbieter verwenden den Begriff Datenverkehr zur Kostenabrechnung beim Internetzugang oder Hosting. Bei einem verbrauchsabhängigen Tarif zahlt der Kunde einen festgelegten Betrag pro angefallene Einheit Datenverkehr. Das Gegenstück dazu ist die Flatrate, bei der ein Pauschalpreis für eine verfügbare Bandbreite bezahlt wird, unabhängig vom tatsächlich angefallenen Datenverkehr. Eine Mischform ist ein volumenbegrenzter Tarif, bei dem ein pauschal abgerechnetes Kontingent enthalten ist. Bei Überschreitung des verfügbaren Datenvolumens wird entweder verbrauchsabhängig abgerechnet oder der Anschluss wird auf eine deutlich niedrigere Bandbreite herabgestuft.

## World Wide Web
Im World Wide Web werden mit Datenverkehr oder dem Anglizismus Traffic die Seitenabrufe einer Website bezeichnet. Der Begriff wird sowohl positiv gebraucht, beispielsweise um ein hohes Besucheraufkommen anzugeben, wie auch negativ, beispielsweise bei unerwünschtem Traffic durch Hotlinking (Traffic-Diebstahl). Der Slashdot-Effekt kann zu einem plötzlichen, sprunghaften Anstieg des Traffics führen, dessen Wirkung einem DDoS-Angriff gleicht.
Suchmaschinenoptimierung zielt darauf ab, den Traffic einer Website zu erhöhen. Web Analytics analysiert den Traffic einer Website, um daraus Schlüsse über das Besucherverhalten zu treffen. Besuchertausch dient dazu, den Traffic einer Webseite zu erhöhen.